# Испанский язык в США
Испанский язык является вторым по распространённости языком США после английского. Суммарная численность испаноговорящего населения в этой стране уступает по абсолютной величине лишь населению Мексики. Большинство государственных учреждений США (таких как, Белый дом, Правительство, Национальные библиотеки и др.) ведут делопроизводство и создают интернет-сайты на двух языках (английском и испанском). В 1973 году в Нью-Йорке была создана Североамериканская академия испанского языка. В России исследованиями испанского языка в США занимается научная школа социолингвистики академика Натальи Михеевой на филологическом факультете РУДН.

## История
История испанского языка в США уходит корнями в XVI век, когда в 1513 году испанский конкистадор Хуан Понсe де Леон во время поисков источника вечной молодости впервые ступил на землю Флориды. В 1565 году Педро Менендес де Авилес основал поселение (Сан Агустин), ныне Сент-О́гастин, являющийся на сегодняшний день старейшим непрерывно населённым городом в США. Первая грамматика испанского языка появилась в Джорджии в 1658 году.

Территориальные уступки Мексики по договору Гуадалупе-Идальго, 1848 (красным)

В результате поражения в Американо-Мексиканской войне (1846—1848) Мексика теряет почти половину своей территории, передавая США территории, ставшие со временем штатами Техас, Аризона, Колорадо, Нью-Мексико, Вайоминг, Калифорния, Невада и Юта. Жители этих территорий становятся американскими гражданами. Тем не менее в мирном договоре Гвадалупе-Идальго среди итогов войны никоим образом не упоминался статус испанского языка на присоединённых территориях. Впервые это произошло при написании конституции Калифорнии, где говорилось: все законы, декреты, административные акты, исходящие от трех ветвей власти, должны быть опубликованы на английском и испанском языках.
Однако в 1879 году в Калифорнии был провозглашён текст новой конституции, из которой исчез официальный статус испанского языка. Век спустя на референдуме 1986 года большинство жителей Калифорнии высказалось за статус английского языка как единственного официального в этом штате. Тем не менее, испанский язык является вторым по распространённости, и, несмотря на неофициальный статус, на испанском языке ведётся делопроизводство, на этом языке, как и на английском, можно обращаться в государственные органы.
До аннексии бывших мексиканских территорий испанский язык в США встречался на границе с Мексикой, а именно на юге современного штата Колорадо, на севере Нью-Мексико начиная с XVII века.
Появление первых испаноговорящих жителей в Техасе связано также с Американо-Мексиканской войной, тем не менее испанский язык в этом штате также не имеет статуса официального, как, впрочем, и английский.
Однако история испанского языка в США как таковая начинается в XVIII веке в дельте реки Миссисипи, в современном приходе Сен-Бернар, куда прибыли в период между 1778 и 1783 годами переселенцы с Канарских островов и где до наших дней на протяжении двух столетий испанский язык остается основным языком общения. В их речи, а особенно, у представителей старшего поколения до сих пор заметны характерные черты произношения и словарного состава испанского языка островитян. До последних лет среди жителей были не владеющие английским. В 2006 испанским режиссёром и писателем Мануэлем Мором Моралесом был снят документальный видеоочерк под названием «Канарцы Миссиссиппи».

## Статистические данные

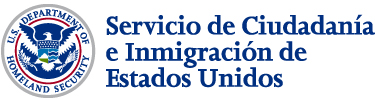
Логотип иммиграционной службы США на испанском языке

По оценкам бюро статистики США, в 2020 году в стране проживало 62 млн человек, указавших испанский язык в качестве родного, что составляет 18,9 % населения.
В 2008 году 34 559 894 человек (из 283 149 507, всего населения США старше 5 лет) указали испанский в качестве языка общения в доме, что составляет 12,2 %. Распространённость испанского языка растёт: так, например, в 2005 году аналогичный показатель составил 32,2 млн человек. Штатами с наибольшей долей испаноговорящего населения (около 30 %) являются Техас, Калифорния и Нью-Мексико. Кроме того, по оценкам Centro Hispano Pew, 76 % из 11,9 млн нелегальных иммигрантов — латиноамериканского происхождения. Таким образом общее число испаноговорящих с учётом этой величины достигает 55 млн человек.

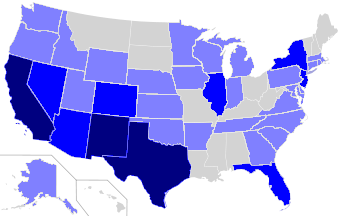
Испанский язык в США

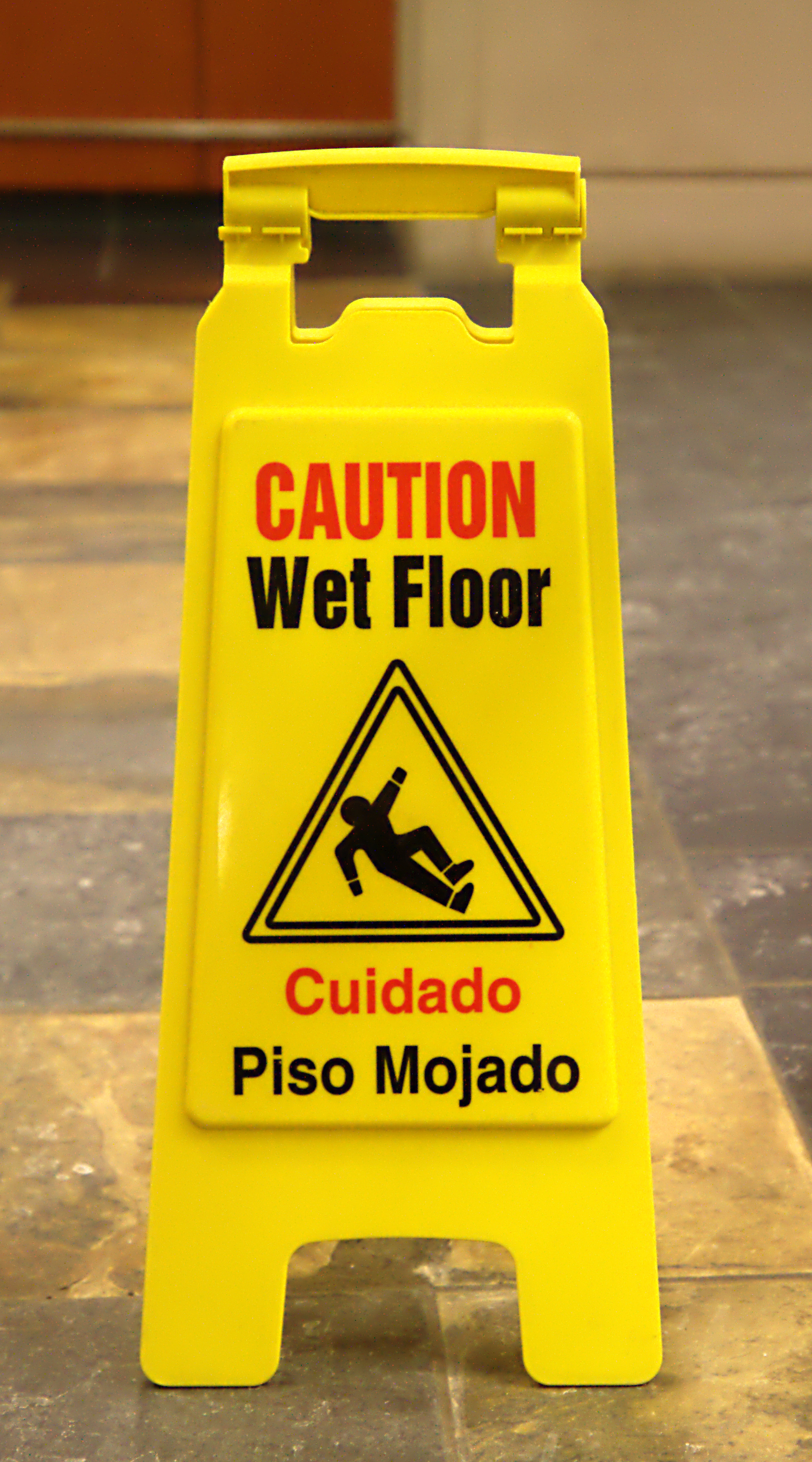
Знак «Осторожно! Мокрый пол» на английском и испанском языках

Примечание: Данные Бюро переписи населения США от 2004 года.
| Штат/территория   | Испаноговорящее население в абсолютных числах | Процентное соотношение ко всему населению |
| ----------------- | --------------------------------------------- | ----------------------------------------- |
| Пуэрто-Рико       | 3 900 128                                     | 95,21 %                                   |
| Нью-Мексико       | 823 352                                       | 43,27 %                                   |
| Калифорния        | 12 442 626                                    | 34,72 %                                   |
| Техас             | 7 781 211                                     | 34,63 %                                   |
| Аризона           | 1 608 698                                     | 28,03 %                                   |
| Невада            | 445 622                                       | 19,27 %                                   |
| Флорида           | 3 304 832                                     | 19,01 %                                   |
| Нью-Йорк          | 3 076 697                                     | 15,96 %                                   |
| Нью-Джерси        | 1 134 033                                     | 13,89 %                                   |
| Иллинойс          | 1 516 560                                     | 12,70 %                                   |
| Колорадо          | 545 112                                       | 12,35 %                                   |
| Род-Айленд        | 100 227                                       | 9,96 %                                    |
| Юта               | 216 327                                       | 9,40 %                                    |
| Коннектикут       | 308 863                                       | 9,35 %                                    |
| Орегон            | 293 840                                       | 8,47 %                                    |
| Округ Колумбия    | 45 023                                        | 8,24 %                                    |
| Айдахо            | 103 686                                       | 7 66 %                                    |
| Вашингтон         | 431 021                                       | 7,20 %                                    |
| Джорджия          | 610 402                                       | 7,04 %                                    |
| Массачусетс       | 411 192                                       | 6,80 %                                    |
| Канзас            | 169 376                                       | 6,59 %                                    |
| Делавэр           | 51 762                                        | 6,50 %                                    |
| Северная Каролина | 532 553                                       | 6,45 %                                    |
| Небраска          | 98 211                                        | 5,99 %                                    |
| Виргиния          | 412 416                                       | 5,78 %                                    |
| Мериленд          | 298 072                                       | 5,68 %                                    |
| Оклахома          | 173 552                                       | 5,22 %                                    |
| Арканзас          | 116 396                                       | 4,45 %                                    |
| Индиана           | 254 219                                       | 4,32 %                                    |
| Висконсин         | 217 550                                       | 4,18 %                                    |
| Вайоминг          | 19 830                                        | 4,12 %                                    |
| Пенсильвания      | 436 254                                       | 3,72 %                                    |
| Южная Каролина    | 148 345                                       | 3,68 %                                    |
| Аляска            | 22 649                                        | 3,64 %                                    |
| Миннесота         | 171 042                                       | 3,55 %                                    |
| Айова             | 97 876                                        | 3,51 %                                    |
| Мичиган           | 292 996                                       | 3,10 %                                    |
| Теннесси          | 171 646                                       | 3,04 %                                    |
| Луизиана          | 106 872                                       | 2,68 %                                    |
| Алабама           | 107 806                                       | 2,50 %                                    |
| Миссури           | 129 329                                       | 2,37 %                                    |
| Огайо             | 230 467                                       | 2,15 %                                    |
| Нью-Гэмпшир       | 26 607                                        | 2,14 %                                    |
| Кентукки          | 80 450                                        | 2,05 %                                    |
| Южная Дакота      | 14 403                                        | 1,98 %                                    |
| Миссисипи         | 46 561                                        | 1,72 %                                    |
| Монтана           | 13 458                                        | 1,51 %                                    |
| Гавайи            | 17 442                                        | 1,50 %                                    |
| Северная Дакота   | 8 853                                         | 1,48 %                                    |
| Западная Виргиния | 18 207                                        | 1,06 %                                    |
| Вермонт           | 5 950                                         | 1,01 %                                    |
| Мэн               | 12 576                                        | 1,00 %                                    |

## Изучение испанского языка
В учебных заведениях США испанский язык является вторым по популярности языком (после английского), его выбирают в качестве иностранного около 60 % студентов. Согласно оценкам Бюро переписи населения США, число изучающих испанский язык достигает 7.820.000, из которых 3.600.000 учатся в начальной школе, 3.220.000 в средней и 1.000.000 в высшем звене.

## Испаноязычные СМИ

### Телевидение
В США общедоступны 4 канала телевидения на испанском языке: Univisión, Telemundo, TeleFutura и Azteca América, среди которых наиболее популярен первый, согласно рейтингу National Hispanic Television Index. Кроме того, существует более 70 каналов кабельного телевидения, в том числе вещающих и из других испаноязычных стран, например испанский Canal 24 Horas.

### Радио
Большую часть слушателей охватывает сеть испаноязычных радиостанций Univisión Radio, которая является частью медиа магната Univision Communications. Кроме того, в ФМ и АМ диапазонах вещают такие радиостанции, как Americans for Radio Diversity, Amor 107.5, El Cucuy, eRitmo.com, Estéreo Latino, Estereo Sol, Frecuencia Latina, La Campeona, La Cubanísima, La Fantástica, La Favorita, La Ley 1079, La Ley 941, La Mega, La Mexicana, La Nueva, La Nueva Tropical, La Nueva 105.9, La Primerísima, La Tremenda, La Zeta, Latino Mix FM, Latino USA, Los Dudes.com, Radio Alerta, Radio América, Radio Avance, Radio Bilingüe, Radio Esperanza, Radio Fiesta, Radio Interativa FM, Radio Mambi La Grande, Radio Omega, Radio Única, Radio y Música, Ritmo Guanaco, Romance FM, Solo Para Mujeres, Stereo Fiesta, Super Estrella, Rhythm Radio и др.

### Пресса
Наиболее популярным испаноязычным печатным СМИ в США является La Opinión de California, на втором месте El Nuevo Herald de Florida, которым несколько уступает La Prensa de Nueva York. Ниже приведен перечень некоторых газет и журналов разных штатов.
Калифорния: La Opinión, Bohemio News, El Mensajero (Сан Франциско), Impacto USA, El Latino, La Prensa de San Diego, Hispanos Unidos, El Observador (Сан Хосе).
Техас: El Sol de Texas, El Hispano News, El Continental, El Día (Хьюстон), Diario La Estrella, Rumbo, El Clamor, Al Día (Даллас), La Subasta.
Florida: El Nuevo Herald, La Prensa (Florida), Diario Las Américas, El Sol de la Florida, El Nuevo Día Orlando.
Нью-Йорк: Diario La Prensa, Noticia Hispanoamericana, Hoy Nueva York, El Sol News, Wall Street Journal Americas, Temas, El Compás o Fútbol Mundial.
Иллинойс: La Raza (Чикаго), El Puente, El Imparcial, Periódico Hoy.
Аризона: Monitor Hispano, Prensa Hispana, La Voz (Arizona), La Estrella (Tucson).
Невада: El Mundo (Las Vegas), Ahora (Reno).
Колорадо: El Hispano (Colorado).
Нью-Мексико: El Paso Herald Post.
Округ Колумбия: Washington Hispanic
Массачусетс: El Vocero Hispano, Inc., El Mundo Boston, La Semana, Rumbo, Siglo 21.
Мичиган: El Vocero Hispano .
Северная Каролина: La Voz Independiente, El Progreso Hispano.
Южная Каролина: Latino
Канзас: Dos Mundos (на двух языках).